# Črni Potok pri Dragi
Črni Potok pri Dragi je naselje u slovenskoj Općini Loškom Potoku. Črni Potok pri Dragi se nalazi u pokrajini Dolenjskoj i statističkoj regiji Jugoistočnoj Sloveniji. 

## Stanovništvo
Prema popisu stanovništva iz 2002. godine naselje je imalo 28 stanovnika.